# 馬克雷什市鎮
43°45′N 22°29′E / 43.750°N 22.483°E

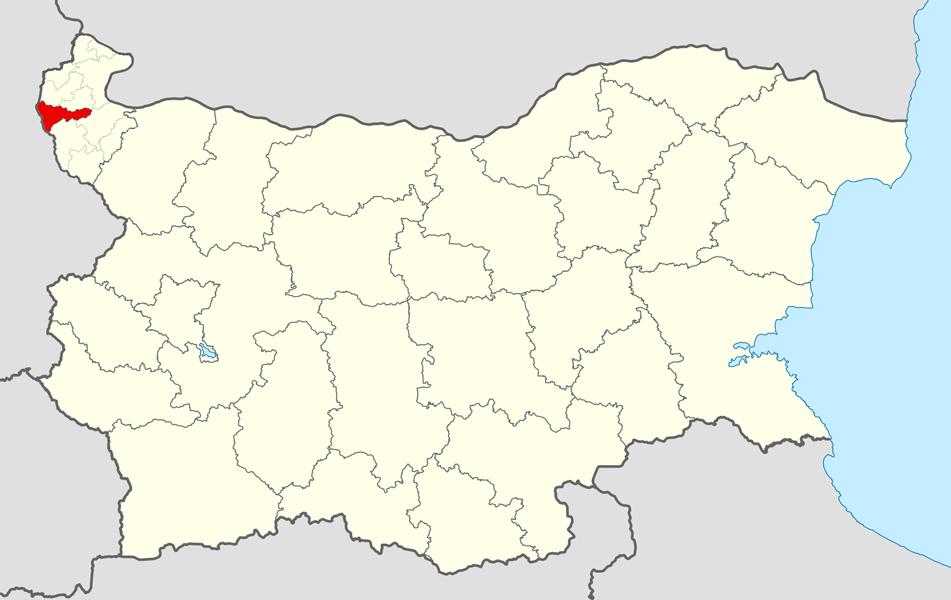

馬克雷什市，是保加利亞的城鎮，位於該國西北部，由維丁州負責管轄，首府設於馬克雷什，面積229平方公里，2009年人口1,938，人口密度每平方公里8.46人。